# Дар Гай
Дар Гай (англ. Dar Gai, нар. Дарія Гайкалова 15 грудня 1989, Київ)  — режисерка, сценаристка й продюсерка з України, що живе в Індії. Відома за фільмами «Три з половиною» та «Намдев Бхау: У пошуках тиші». Співзасновниця продюсерської компанії Jugaad Motion Pictures, спікерка конференцій TEDx.

## Ранні роки
Народилася 15 грудня 1989 року в Києві. У середній школі вступила до театру юнацької творчості «Інкунабула», де отримала перший акторський і режисерський досвід.
Здобула бакалаврський диплом з філософії «Києво-Могилянської академії». Під час навчання займалася в Києво-Могилянському театральному центрі «Пасіка» Андрія Приходька і Студентській театральній студії НаУКМА Тетяни Шуран.
Пізніше її запросили до Індії для постановки театральних вистав у школі Скіндія в Гваліорі. Вона також викладала сценарії та оцінювання фільмів у Міжнародному інституті Вістлінг Вудс у Мумбаї.

## Фільмографія
| Рік  | Назва українською           | Оригінальна назва                 | Коментарі                          |
| ---- | --------------------------- | --------------------------------- | ---------------------------------- |
| 2018 | Три з половиною             | Teen Aur Aadha                    | режисерка, сценаристка, продюсерка |
| 2018 | Намдев Бхау: У пошуках тиші | Namdev Bhau: In Search of Silence | режисерка, сценаристка, продюсерка |
| 2022 | Ґераяаан                    | Gehraiyaan                        | режисерка інтимності               |

## Нагороди
| Рік  | Премія                                            | Категорія                     | Номінант                    | Результат |
| ---- | ------------------------------------------------- | ----------------------------- | --------------------------- | --------- |
| 2018 | Фестиваль LifeArt                                 | Приз журі                     | Три з половиною             | Номінація |
| 2018 | Одеський міжнародний кінофестиваль                | Міжнародна конкурсна програма | Три з половиною             | Номінація |
| 2018 | Міжнародний кінофестиваль в Санта-Крус, Аргентина | Найкращий фільм               | Три з половиною             | Перемога  |
| 2019 | Кінофестиваль Ulju Mountain                       | Премія NETPAC                 | Намдев Бхау: У пошуках тиші | Номінація |